# フェリックス・グランディ

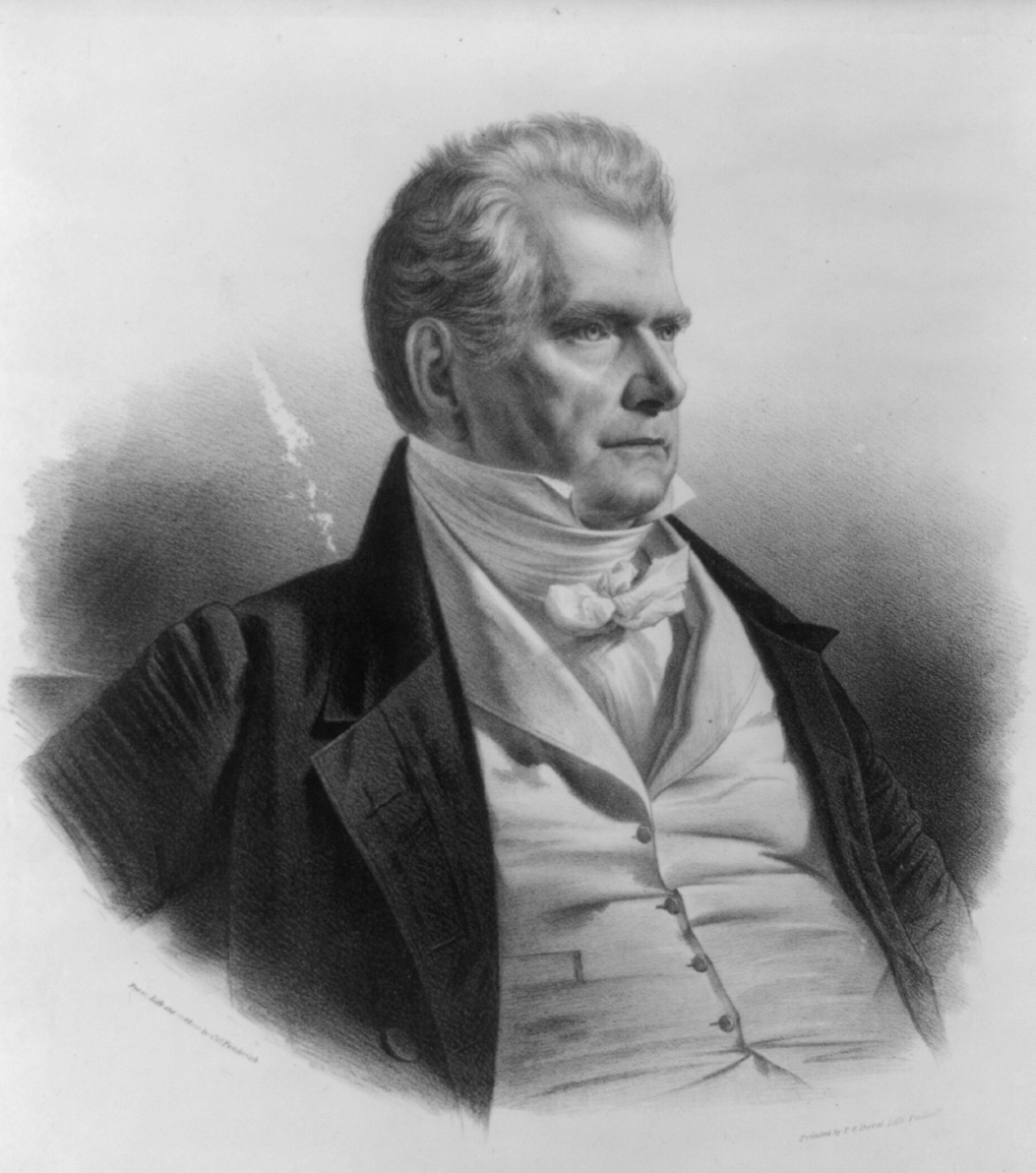
フェリックス・グランディ

フェリックス・グランディ（Felix Grundy, 1777年9月11日 - 1840年12月19日）は、アメリカ合衆国の政治家。1838年から1840年まで第13代アメリカ合衆国司法長官を務めた。

## 生涯
1777年9月11日、グランディはバージニア州ベーカリー郡（現在はウェストバージニア州）において誕生した。グランディは両親とともにペンシルベニア州ブラウンズヴィル、そしてケンタッキー州へと移り住んだ。グランディはケンタッキー州のバーズタウン・アカデミーで教育を受けた。グランディは法律を学び、1797年にケンタッキー州から弁護士として認可を受けた。グランディはバーズタウンで弁護士業を開業した。
1799年、グランディはケンタッキー州憲法制定会議のメンバーとなり、1800年から1805年まではケンタッキー州下院議員を務めた。グランディは1806年にケンタッキー州最高裁判所陪席判事に選任され、1807年に首席判事となった。1807年、グランディは判事職を辞任してテネシー州ナッシュビルに移住し、弁護士業を再開した。
グランディは1811年に共和党から連邦下院議員に選出された。グランディは1814年に連邦下院議員を辞任した。グランディは1819年から1825年までテネシー州下院議員を務め、1820年にはテネシー州とケンタッキー州の国境決定のための調停委員を務めた。グランディは1829年に民主共和党から空席充当のため連邦上院議員に選任された。グランディは連邦上院において郵政委員会委員長と司法委員会委員長を務めた。
1838年7月、グランディはマーティン・ヴァン・ビューレン大統領から司法長官への就任要請を受け、連邦上院議員を辞職した。グランディは1年ほどの期間を司法長官として過ごした。1839年11月19日、グランディは空席充当のため、司法長官の職を保有したまま連邦上院議員に選出された。だが司法長官と連邦上院議員を兼任することの適任性が問題となり、1839年12月に辞意を表明、翌1840年1月に司法長官を正式に辞任した。また1839年12月、グランディは連邦上院議員への選出に関する手続きに問題があるとの疑惑が持ち上がり、1839年12月14日に連邦上院議員を辞任した。グランディは同日中に連邦上院議員に再任され、その後死去するまで連邦上院議員を務めた。
1840年12月19日、グランディはテネシー州ナッシュビルで死去した。グランディの遺体はナッシュビル市内のオリヴェット山墓地に埋葬された。